# Нед Зелич
Нед Зелич (англ. Ned Zelić, нар. 4 липня 1971, Сідней) — австралійський футболіст, що грав на позиції захисника.
Виступав, зокрема, за клуби «Боруссія» (Дортмунд) та «Мюнхен 1860», а також національну збірну Австралії.
Чемпіон Німеччини. Чемпіон Грузії. 

## Клубна кар'єра
Народився 4 липня 1971 року в місті Сідней. Вихованець юнацьких команд футбольних клубів «Канберра» та АІС (Австралійський Інститут Спорту).
У дорослому футболі дебютував виступами за команду клубу «Сядней Кротія» та «Сідней Юнайтед». На молодіжному рівні виступав також за клуб «Кротія Дікін».
Більшу частину 1990-их років Зелич провів в Європі, в основному виступаючи за «Боруссію» (Дортмунд), в складі якої Нед дійшов до фіналу Кубку УЄФА, програвши в фіналі туринському «Ювентусу», а також став переможцем німецької Бундесліги в 1995 році. Більшість часу, проведеного у складі «Боруссії», був основним гравцем захисту команди. Нетривалий час перебував у складі представника англійської Прем'єр-ліги КПР, перейшовши за рекордні на той час для клубу 1 250 000 фунтів стерлінгів, в якому він або був травмований або постійно був чимось незадоволений. Після лише 11 зіграних матчів у Прем'єр-лізі в футболці клубу з Західного Лондона, він перейшов до німецького «Айнтрахта» з Франкфурта-на-Майні.
А вже через декілька місяців підписав контракт з французьким «Осером». В «Осері», замінивши Лорана Блана, який перейшов до каталонської «Барселони», взяв участь у розіграші Лізі чемпіонів. У липні 1996 року Зелич був викликаний до команди Усіх Зірок Світу, щоб зіграти проти Бразилії на стадіоні «Гаянтс», у Нью-Йорку. Команда Усіх Зірок тренувалав переможець Євро 1992 зі збірною Данії, Ріхард Меллер-Нільсен, а сама команда складався з таких гравців, як Юрген Клінсманн, Джордж Веа, Марсель Десаї, Лотар Маттеус, Давід Жинола та Фернандо Редондо. 1998 року уклав контракт з клубом «Мюнхен 1860» з Бундесліги, у складі якого провів наступні чотири роки своєї кар'єри гравця. Граючи у складі «Мюнхена 1860» також здебільшого виходив на поле в основному складі команди. У футболці клубу зіграв 102 матчі.
У 2002 році переїхав до Японії, щоб виступати в місцевій Джей-лізі під керівництвом нідерландських тренерів Ганса Офта та Віма Янсена, у складі клубу «Урава Ред Даймондс» став володарем Кубку Японії. В липні 2004 року підписав 1-річний контракт з австрійським клубом «Ваккер» (Інсбрук).

### А-Ліга
В 2005 році Нед Зелич погодив 2-річний контракт з клубом «Ньюкасл Юнайтед Джетс» з A-Ліги, у складі якого з капітанською пов'язкою він відіграв повний сезон на позиції центрального захисника. У турнірній таблиці чемпіонату «Джетс» фінішували на 4-ій позиції й поступилися з рахунком 1:2 клубу «Сентрал-Кост Марінерс» у двоматчевому протистоянні в рамках Малого Фіналу.
По завершенні півфіналу Зеличу здійснили артроскопію коліна. Декілька місяців по тому він виїхав за кордон, будучи не впевнений щодо можливості продовження своєї кар'єри.

### Європа
Після отримання дозволу на роботу, він підписав 1-річний контракт з нідерландським клубом «Гелмонд Спорт», який на той час тренував знайомий Неду по роботі в клубі «Мюнхен 1860» Гералд Ваненбург. Проте вже через декілька місяців через проблеми з коліном залишив команду й почав задумуватися про завершення кар'єри.
Проте в січні 2007 року на правах вільного агента приєднався до тбіліського «Динамо», яке на той час тренував колишній наставник збірної Чехії Душан Угрін. В травні 2008 року Зелич оголосив про завершення кар'єри гравця після перемоги «Динамо» в грузинському чемпіонаті.

### Після завершення кар'єри
Зелич працював футбольним експертом на каналі SBS в програмі «The World Game». Дебютував як футбольний аналітик на SBS під час матчу пле-оф Чемпіонату світу проти Уругваю, й продовжив свою роботу на цій посаді під час Чемпіонат світу 2006 року. У 2008 році Нед, як і раніше, продовжував працювати футбольним експертом на каналі SBS у фінальній частині Євро 2008, на фінальному матчі він працював разом з англійським футбольним коментатором Мартіном Тайлером. Працював на SBS на Клубному чемпіонаті світу в грудні 2008 року та в Південній Африці в 2010 році. Зараз Нед Зелич працює футбольним аналітиком на каналі Fox Sports.
Також Зелич був обраний до Топ-25 австралійських футболістів усіх часів журналістами видання «Four Four Two».

## Виступи за збірні
Протягом 1989–1992 років залучався до складу молодіжної збірної Австралії. На молодіжному рівні зіграв у 24 офіційних матчах, забив 6 голів.
1991 року дебютував в офіційних матчах у складі національної збірної Австралії. Протягом кар'єри у національній команді, яка тривала 9 років, провів у формі головної команди країни 34 матчі, забивши 3 голи. В 1999 році через конфлікт з головним тренером національної збірної Френком Фаріною до лав збірної більше не викликався. Зелич був капітаном австралійської збірної, яка виступала та посіла 4-те місце на літніх Олімпійських іграх 1992 року в Барселоні.
У складі збірної був учасником розіграшу Кубка конфедерацій 1997 року у Саудівській Аравії.

## Особисте життя
Зелич — старший брат колишнього футболіста, а зараз актора Івана Зелича і телеведучої Люсі Зелич.

## Статистика
| Виступи в клубі | Виступи в клубі       | Виступи в клубі         | Ліга  | Ліга | Кубок                   | Кубок                   | Кубок ліги             | Кубок ліги             | Загалом | Загалом |
| Сезон           | Клуб                  | Ліга                    | Матчі | Голи | Матчі                   | Голи                    | Матчі                  | Голи                   | Матчі   | Голи    |
| Австралія       | Австралія             | Австралія               | Ліга  | Ліга | Кубок                   | Кубок                   | Кубок ліги             | Кубок ліги             | Загалом | Загалом |
| --------------- | --------------------- | ----------------------- | ----- | ---- | ----------------------- | ----------------------- | ---------------------- | ---------------------- | ------- | ------- |
| 1989            | Сідней Кротія         | Національна Соккер Ліга | 8     | 0    |                         |                         |                        |                        | 8       | 0       |
| 1989/90         | Сідней Кротія         | Національна Соккер Ліга | 2     | 0    |                         |                         |                        |                        | 2       | 0       |
| 1990/91         | Сідней Кротія         | Національна Соккер Ліга | 26    | 0    |                         |                         |                        |                        | 26      | 0       |
| 1991/92         | Сідней Олімпік        | Національна Соккер Ліга | 16    | 1    |                         |                         |                        |                        | 16      | 1       |
| Німеччина       | Німеччина             | Німеччина               | Ліга  | Ліга | Кубок Німеччини         | Кубок Німеччини         | Кубок німецької ліги   | Кубок німецької ліги   | Загалом | Загалом |
| 1992/93         | Боруссія (Дортмунд)   | Бундесліга              | 19    | 0    |                         |                         |                        |                        | 19      | 0       |
| 1993/94         | Боруссія (Дортмунд)   | Бундесліга              | 18    | 1    |                         |                         |                        |                        | 18      | 1       |
| 1994/95         | Боруссія (Дортмунд)   | Бундесліга              | 4     | 0    |                         |                         |                        |                        | 4       | 0       |
| Англія          | Англія                | Англія                  | Ліга  | Ліга | Кубок Англії            | Кубок Англії            | Кубок Футбольної ліги  | Кубок Футбольної ліги  | Загалом | Загалом |
| 1995/96         | КПР                   | Прем'єр-ліга            | 4     | 0    |                         |                         |                        |                        | 4       | 0       |
| Німеччина       | Німеччина             | Німеччина               | Ліга  | Ліга | Кубок Німеччини         | Кубок Німеччини         | Кубок німецької ліги   | Кубок німецької ліги   | Загалом | Загалом |
| 1995/96         | Айнтрахт              | Бундесліга              | 17    | 1    |                         |                         |                        |                        | 17      | 1       |
| Франція         | Франція               | Франція                 | Ліга  | Ліга | Кубок Франції           | Кубок Франції           | Кубок французької ліги | Кубок французької ліги | Total   | Total   |
| 1996/97         | Осер                  | Ліга 1                  | 12    | 0    |                         |                         |                        |                        | 12      | 0       |
| Німеччина       | Німеччина             | Німеччина               | Ліга  | Ліга | Кубок Німеччини         | Кубок Німеччини         | Кубок німецької ліги   | Кубок німецької ліги   | Загалом | Загалом |
| 1997/98         | Мюнхен 1860           | Бундесліга              | 13    | 0    |                         |                         |                        |                        | 13      | 0       |
| 1998/99         | Мюнхен 1860           | Бундесліга              | 33    | 1    |                         |                         |                        |                        | 33      | 1       |
| 1999/00         | Мюнхен 1860           | Бундесліга              | 23    | 2    |                         |                         |                        |                        | 23      | 2       |
| 2000/01         | Мюнхен 1860           | Бундесліга              | 27    | 0    |                         |                         |                        |                        | 27      | 0       |
| 2001/02         | Мюнхен 1860           | Бундесліга              | 6     | 0    |                         |                         |                        |                        | 6       | 0       |
| Японія          | Японія                | Японія                  | Ліга  | Ліга | Кубок Імператора Японії | Кубок Імператора Японії | Кубок Джей-ліги        | Кубок Джей-ліги        | Загалом | Загалом |
| 2002            | Кіото Санга           | Джей-ліга               | 1     | 0    | 0                       | 0                       | 0                      | 0                      | 1       | 0       |
| 2002            | Урава Ред Даймондс    | Джей-ліга               | 1     | 0    | 1                       | 0                       | 0                      | 0                      | 2       | 0       |
| 2003            | Урава Ред Даймондс    | Джей-ліга               | 22    | 2    | 1                       | 0                       | 7                      | 0                      | 30      | 2       |
| Австрія         | Австрія               | Австрія                 | Ліга  | Ліга | Кубок Австрії           | Кубок Австрії           | Кубок Ліги             | Кубок Ліги             | Загалом | Загалом |
| 2004/05         | Ваккер (Інсбрук)      | Бундесліга              | 22    | 0    |                         |                         |                        |                        | 22      | 0       |
| Австралія       | Австралія             | Австралія               | Ліга  | Ліга | Кубок                   | Кубок                   | Кубок ліги             | Кубок ліги             | Загалом | Загалом |
| 2005/06         | Ньюкасл Юнайтед Джетс | А-Ліга                  | 21    | 1    |                         |                         |                        |                        | 21      | 1       |
| Нідерланди      | Нідерланди            | Нідерланди              | Ліга  | Ліга | Кубок Нідерландів       | Кубок Нідерландів       | Кубок Ліги             | Кубок Ліги             | Загалом | Загалом |
| 2006/07         | Гелмонд Спорт         | Еерстедивізі            | 7     | 0    |                         |                         |                        |                        | 7       | 0       |
| Грузія          | Грузія                | Грузія                  | Ліга  | Ліга | Кубок Грузії            | Кубок Грузії            | Кубок Ліги             | Кубок Ліги             | Загалом | Загалом |
| 2006/07         | Динамо (Тбілісі)      | Ліга Умаглесі           | 11    | 0    |                         |                         |                        |                        | 11      | 0       |
| Країна          | Австралія             | Австралія               | 73    | 2    |                         |                         |                        |                        | 73      | 2       |
| Країна          | Німеччина             | Німеччина               | 160   | 5    |                         |                         |                        |                        | 160     | 5       |
| Країна          | Англія                | Англія                  | 4     | 0    |                         |                         |                        |                        | 4       | 0       |
| Країна          | Франція               | Франція                 | 12    | 0    |                         |                         |                        |                        | 12      | 0       |
| Країна          | Японія                | Японія                  | 24    | 2    | 2                       | 0                       | 7                      | 0                      | 33      | 2       |
| Країна          | Австрія               | Австрія                 | 22    | 0    |                         |                         |                        |                        | 22      | 0       |
| Країна          | Нідерланди            | Нідерланди              | 7     | 0    |                         |                         |                        |                        | 7       | 0       |
| Країна          | Грузія                | Грузія                  | 11    | 0    |                         |                         |                        |                        | 11      | 0       |
| Загалом         | Загалом               | Загалом                 | 313   | 9    | 2                       | 0                       | 7                      | 0                      | 322     | 9       |

| національна збірна Австралії | національна збірна Австралії | національна збірна Австралії |
| Рік                          | Матчі                        | Голи                         |
| ---------------------------- | ---------------------------- | ---------------------------- |
| 1991                         | 3                            | 0                            |
| 1992                         | 5                            | 0                            |
| 1993                         | 5                            | 1                            |
| 1994                         | 2                            | 0                            |
| 1995                         | 3                            | 0                            |
| 1996                         | 0                            | 0                            |
| 1997                         | 14                           | 2                            |
| Загалом                      | 32                           | 3                            |

## Титули і досягнення
- Бундесліга («Боруссія» (Дортмунд)):
  -  Чемпіон (1): 1994/95

- Ліга Умаглесі (Динамо (Тбілісі)):
  -  Чемпіон (1): 2007/08

- Кубок Джей-ліги
  -  Володар (1): 2003

- Кубок УЄФА
  -  Фіналіст (1): 1992/93

- Кубок конфедерацій
  -  Фіналіст (1): 1997